# 近畿圏整備本部
近畿圏整備本部（きんきけんせいびほんぶ）は、かつて存在した日本の行政機関。

## 概要
近畿圏整備本部は、1963年（昭和38年）7月10日、近畿圏整備法（昭和38年法律第129号）に基づいて、総理府の機関として設置された。1974年（昭和49年）6月26日に廃止され、同日に設置された国土庁が事務を引き継いだ。

## 所掌事務
近畿圏整備法は、「近畿圏の整備に関する総合的な計画を策定し、その実施を推進することにより、首都圏と並ぶわが国の経済、文化等の中心としてふさわしい近畿圏の建設とその秩序ある発展を図ること」（法1条）を目的として近畿圏整備本部を設置し、本部の所掌事務は以下の通りとした。
1. 近畿圏整備計画の立案及びその立案のため必要な調査を行なうこと。
2. 近畿圏整備計画の実施に関して必要な関係行政機関相互の連絡調整を図ること。
3. 近畿園整備計画の実施を推進すること。
4. その他近畿圏整備計画に関し、内閣総理大臣の権限に属する事務を処理すること。

## 組織
近畿圏整備本部は、国家行政組織法8条1項に基づいて、総理府の機関として設置された。
近畿圏整備本部の長である近畿圏整備長官は国務大臣を以て充てることとされ、初代の近畿圏整備長官は第2次池田内閣の国務大臣・河野一郎（首都圏整備委員会委員長を兼任）が就任した。
また、総理府に、附属機関として、内閣総理大臣の諮問に応じ、近畿圏整備計画の策定及び実施に関する重要事項その他審議会の権限に属させられた事項について調査審議するため、近畿圏整備審議会が置かれた。
本部
- 長官
- 次長
- その他の職員

審議会
- 近畿圏整備審議会

## 歴代近畿圏整備長官
- 辞令のある再任は代として数え、辞令のない留任は数えない。
- 臨時代理は空位の場合のみ記載し、海外出張等の一時不在代理は記載しない。
- 建設大臣の兼任。

| 代 | 氏名         | 内閣              | 在任期間                        | 本務・兼務等                                                              |
| -- | ------------ | ----------------- | ------------------------------- | ------------------------------------------------------------------------- |
| 1  | 河野一郎     | 第2次池田内閣 改2 | 1963年07月10日 - 1963年12月09日 | 建設大臣、首都圏整備委員会委員長                                          |
| 2  | 河野一郎     | 第3次池田内閣     | 1963年12月09日 - 1964年07月18日 | 建設大臣、首都圏整備委員会委員長                                          |
| 3  | 小山長規     | 第3次池田内閣 改  | 1964年07月18日 - 1964年11月09日 | 建設大臣、首都圏整備委員会委員長                                          |
| 4  | 小山長規     | 第1次佐藤内閣     | 1964年11月09日 - 1965年06月03日 | 建設大臣、首都圏整備委員会委員長                                          |
| 5  | 瀬戸山三男   | 第1次佐藤内閣 改1 | 1965年06月03日 - 1966年08月01日 | 建設大臣、首都圏整備委員会委員長 中部圏開発整備長官（1966年7月1日以降）   |
| 6  | 橋本登美三郎 | 第1次佐藤内閣 改2 | 1966年08月01日 - 1966年12月03日 | 建設大臣、首都圏整備委員会委員長、中部圏開発整備長官                      |
| 7  | 西村英一     | 第1次佐藤内閣 改3 | 1966年12月03日 - 1967年02月17日 | 建設大臣、首都圏整備委員会委員長、中部圏開発整備長官                      |
| 8  | 西村英一     | 第2次佐藤内閣     | 1967年02月17日 - 1967年11月25日 | 建設大臣、首都圏整備委員会委員長、中部圏開発整備長官                      |
| 9  | 保利茂       | 第2次佐藤内閣 改1 | 1967年11月25日 - 1968年11月30日 | 建設大臣、首都圏整備委員会委員長、中部圏開発整備長官                      |
| 10 | 坪川信三     | 第2次佐藤内閣 改2 | 1968年11月30日 - 1970年01月14日 | 建設大臣、首都圏整備委員会委員長、中部圏開発整備長官                      |
| 11 | 根本龍太郎   | 第3次佐藤内閣     | 1970年01月14日 - 1971年07月05日 | 建設大臣、首都圏整備委員会委員長、中部圏開発整備長官                      |
| 12 | 西村英一     | 第3次佐藤内閣 改  | 1971年07月05日 - 1972年07月07日 | 建設大臣、首都圏整備委員会委員長、中部圏開発整備長官                      |
| 13 | 木村武雄     | 第1次田中内閣     | 1972年07月07日 - 1972年12月22日 | 建設大臣、首都圏整備委員会委員長、中部圏開発整備長官 国家公安委員会委員長 |
| 14 | 金丸信       | 第2次田中内閣     | 1972年12月22日 - 1973年11月25日 | 建設大臣、首都圏整備委員会委員長、中部圏開発整備長官                      |
| 15 | 亀岡高夫     | 第2次田中内閣 改1 | 1973年11月25日 - 1974年06月26日 | 建設大臣、首都圏整備委員会委員長、中部圏開発整備長官                      |